# Charles-Joseph d'Ailleboust des Musseaux
Charles-Joseph d'Ailleboust des Musseaux, seigneur d'Argenteuil, baptisé le 21 juin 1621 à Ancy-le-Franc (Sainte-Colombe), Bourgogne (Yonne, 89005), écuyer mort le 19 novembre 1700 et inhumé le 20 novembre 1700 à Montréal (Notre-Dame), Nouvelle-France, est un militaire et administrateur colonial français du XVIIe siècle. Il est gouverneur intérimaire de Montréal de 1651 à 1653, juge civil et criminel de Montréal, commerçant, membre de la Communauté des habitants ainsi que de la Société Notre-Dame de Montréal. Son nom est parfois orthographié Daillebout et des Muceaux.

## Biographie

### Origines
En 1648, Charles arrive au pays comme militaire. Québec (Notre-Dame), le 26 septembre 1652, mariage avec Catherine LeGardeur.   
Ses parents sont Nicolas d'Ailleboust (Antoine & Marie Genevois), sieur de (Collonge-la-Madeleine), et Dorothée de Menteth, contrat de mariage du 6 mai 1620 greffe Dupuis & Nutrat à Paris. Ses grands-parents maternels sont Jean de Menteth, aristocrate, seigneur d'Argentenay, natif du comté de Sterling (Écosse), et Suzanne Hotman (François & Claude Aubelin), contrat de mariage du 18 juillet 1594 greffe Hugues Babynet à Paris (75000).

### Carrière militaire
Charles-Joseph d'Ailleboust des Musseaux est dans sa jeunesse garde du corps du Roi de France, Louis XIV.
En 1648, il part en Nouvelle-France en compagnie de son oncle, Louis d'Ailleboust de Coulonge, récemment nommé gouverneur de la Nouvelle-France, afin de diriger le premier bataillon mobile de soldats appelé « patrouille volante ». Arrivé à Québec le 20 août 1648, il part immédiatement pour Montréal où il prend le commandement d’un camp volant, une troupe de 40 hommes constituée pour repousser les Iroquois.
Un an plus tard, il rentre en France, sans doute pour chercher du renfort. Revenu à Québec le 8 septembre 1650, les effectifs de son camp sont portés à 70 soldats dans les mois qui suivent. Avant de s’embarquer pour la France, Chomedey de Maisonneuve lui confie le gouvernement intérimaire de Ville-Marie (actuellement Montréal), en 1651.
Le 16 septembre 1652, il épouse à Québec, Catherine Legardeur, fille de Pierre Legardeur de Repentigny, avec qui il aura 14 enfants. Il obtient alors du Roi de France, la confirmation de ses lettres de noblesse. En 1657, il devient seigneur de l’île Bourdon, près de Montréal. Puis, après avoir vendu à Jean Madry ses immeubles à Québec le 8 août 1659, il retourne à Montréal où, il fait l'acquisition en 1661, de deux emplacements sur la rue Notre-Dame. Il y fait alors construire la résidence la plus importante de la ville.
En 1663, il est nommé lieutenant de la garnison à Montréal, il y agissait déjà comme officier de justice seigneuriale, fonction qu’il exerçait depuis son arrivée en 1659, mais à laquelle il n'est nommé officiellement que le 27 septembre 1666. Des Musseaux demeure juge civil et criminel de Montréal jusqu’au 26 août 1677, date à laquelle il est remplacé par Jean-Baptiste Migeon de Branssat.
En 1666, il prend part à l’expédition de Prouville de Tracy contre les Agniers, mais une morsure d’ours le force à rentrer à Montréal. À partir de 1670, il se tourne petit à petit vers le commerce, mais sans grand succès. Dès 1668, il avait transigé avec sa tante, Marie-Barbe d’Ailleboust [Boullongne], relativement à l’héritage du gouverneur défunt et, en 1673, il vend à l’Hôtel-Dieu de Québec sa part des seigneuries de Saint-Vilmé, d’Argentenay et de Coulonge. Avec cet argent, il constitue une société avec le marchand François Lenoir, dit Rolland, le 18 mars 1675. En 1680, le roi de France lui octroie un vaste territoire dans la région du Long-Sault dit « seigneurie d’Argenteuil », en vertu de ses nombreux services. Mais, en 1681, ses entreprises commerciales l'ont ruinées et il est si pauvre que le gouverneur de Buade de Frontenac lui obtient du roi une pension de 150 livres.
En 1697, son fils Pierre d'Ailleboust rachète la seigneurie, mais la colonisation de cette terre est interdite jusqu’en 1721, car elle trop exposée aux menaces des tribus indiennes.
Charles-Joseph d'Ailleboust des Musseaux meurt le 19 novembre 1700, à Montréal.
Le fonds d'archives de la Famille Ailleboust est conservé au centre d'archives de Montréal de Bibliothèque et Archives nationales du Québec.

## Descendance
Charles-Joseph d'Ailleboust des Musseaux a eu quatorze enfants dont :
- Louis, sieur de la Madeleine et de Coulonge, coureur des bois et commerçant de fourrures
- Pierre, seigneur d’Argenteuil, il sera également seigneur de Saint Vilmé et de Cuisy,
- Paul, officier dans les troupes de la Marine et commandant du fort Chambly,
- Nicolas, seigneur de Manteth,
- Jean-Baptiste, seigneur des Musseaux,
- Isabelle, Madeleine, Marie-Marguerite et Louise-Angelique seront religieuses,
- Barbe l’aînée restera célibataire,
- Catherine, qui se maria à monsieur Nicolas Daneau.

Tous les autres enfants sont morts en bas âge.